# Істриково
І́стриково (рос. Истриково, башк. Иҫтерек) — присілок у складі Нурімановського району Башкортостану, Росія. Входить до складу Байгільдінської сільської ради.
Населення — 222 особи (2010; 230 у 2002).
Національний склад:
- башкири — 90 %